# Pątnów (Konin)
Pątnów – dzielnica Konina położona w północnej części miasta, około 9 km od jego centrum, nad przesmykiem pomiędzy jeziorami Gosławskim i Pątnowskim, przy drodze do Ślesina. 
W okresie powstania styczniowego – 22 marca 1863, oddział pod dowództwem Kazimierza Mielęckiego stoczył niedaleko wsi bitwę z Rosjanami, znaną jako bitwa pod Olszakiem. W 1976 Pątnów włączono do miasta Konin.
Nad brzegiem jeziora Gosławskiego położona jest elektrownia Pątnów (ponad 1600 MW). Zaczęto ją budować w 1963, pierwszy turbozespół zaczął pracę w 1967, zaś pełne moce produkcyjne zakład osiągnął w 1974. Elektrownia ma otwarty system chłodzenia, włączone do niego są znajdujące się w pobliżu jeziora. Na północ od osiedla, w latach 1958–2001, czynna była odkrywka Pątnów KWB Konin.
Osiedle jest popularne turystycznie poprzez swoje ulokowanie nad jeziorem Pątnowskim, nad którym znajdują się liczne przystanie, kąpieliska oraz hotele.